# Quốc lộ 37B
Quốc lộ 37B là tuyến đường bộ nối 3 tỉnh Thái Bình, Nam Định và Hà Nam có chiều dài toàn tuyến là 139 km.
Quốc lộ 37B nối liền mạng lưới giao thông đường bộ giữa ba tỉnh với cảng Diêm Điền, nhà máy nhiệt điện Thái Bình, kết nối các khu du lịch Đồng Châu, cồn Vành, Cồn Đen (tỉnh Thái Bình), bãi tắm Quất Lâm (Nam Định) và kết nối điểm di tích lịch sử nổi tiếng như Đền Hét (Thái Bình), Phủ Dầy (Nam Định),....

## Hướng tuyến
Tuyến đường Quốc lộ 37B có điểm đầu tại cảng Diêm Điền thuộc thị trấn Diêm Điền, huyện Thái Thụy, tỉnh Thái Bình và điểm cuối giao với QL.38 tại Km77 thuộc thị xã Duy Tiên, tỉnh Hà Nam. Tuyến đường đoạn đi qua địa phận các tỉnh:
- Tỉnh Thái Bình: có tổng chiều dài 43 km đi qua 3 huyện là Thái Thụy, Tiền Hải, Kiến Xương. Đoạn đường trước đây là ĐT.458 và ĐT.457.
- Tỉnh Nam Định: có tổng chiều dài 63,5 km, đi qua 6 huyện là Giao Thủy, Hải Hậu, Trực Ninh, Nghĩa Hưng, Ý Yên và Vụ Bản. Bao gồm 59 km tỉnh lộ 486B cũ và các đoạn của đường 489, 484 (đường 64 cũ)...
- Tỉnh Hà Nam: có tổng chiều dài 32,5 km, đi qua 2 huyện, thị xã là Bình Lục, Duy Tiên: từ cầu Vĩnh Tứ đi theo đường tỉnh 974 (dài 22 km) đến cầu Câu Tử đi theo đường tỉnh 9710 (dài 10,5 km) và kết thúc ở đoạn giao với QL.38 (Km77+00) tại địa bàn thị xã Duy Tiên.[2]

## Tình trạng kỹ thuật
Cấp III đồng bằng đoạn chạy qua địa phận tỉnh Nam Định từ thị trấn Giao Thủy đến thị trấn Gôi 
Cấp III đồng bằng đang trong giai đoạn xây dựng trên địa phận tỉnh Thái Bình từ thị trấn Diêm Điền đến thị trấn Thanh Nê.